# Xã Sherbrooke, Quận Steele, Bắc Dakota
Xã Sherbrooke (tiếng Anh: Sherbrooke Township) là một xã thuộc quận Steele, tiểu bang Bắc Dakota, Hoa Kỳ. Năm 2010, dân số của xã này là 49 người.